# The Monster Show
The Monster Show är ett samlingsalbum från Lordi. Det innehåller låtar från de tidigare skivorna; Get Heavy och The Monsterican Dream.
1. Threatical Trailer (Intro)
2. Bring It On (The Raging Hounds Return)
3. Blood Red Sandman
4. My Heaven Is Your Hell
5. Would You Love a Monsterman?
6. Devil Is a Loser
7. Icon Of Dominance
8. Children Of The Night
9. Shotgun Divorce
10. Forsaken Fashion Dolls
11. Wake The Snake
12. Rock The Hell Outta You

Skivan har även en bonus-DVD, som innehåller musikvideorna till Blood Red Sandman, Would You Love A Monsterman? och Devil Is A Loser.